# پال جبارا
پال جبارا (انگلیسی: Paul Jabara؛ ‏ ۳۱ ژانویهٔ ۱۹۴۸ – ۲۹ سپتامبر ۱۹۹۲) خواننده، ترانه‌سرا و بازیگر اهل ایالات متحده آمریکا بود.
از فیلم‌ها یا برنامه‌های تلویزیونی که وی در آن نقش داشته است، می‌توان به مده‌آ و ارباب فلتبوش اشاره کرد.
او در سال ۱۹۷۸ میلادی، برندهٔ جایزه اسکار بهترین ترانه شد.